# Мелітопольський курган

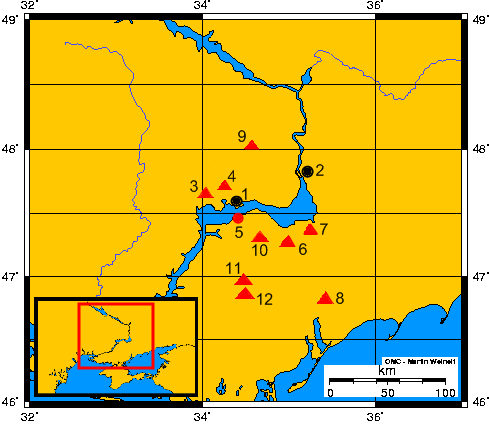
Столиця скіфів Кам'янське городище і т. зв. скіфські «царські» могили в нижній течії Дніпра:
1) Нікополь (сучасне місто)
2) Запоріжжя (сучасне місто)
3) Товста Могила
4) Чортомлик
5) Кам'янське городище
6) Гайманова Могила
7) Васільевські кургани
8) Мелітопольський курган
9) Олександропільський курган
10) Велика Цимбалка
11) Козел
12) Огуз

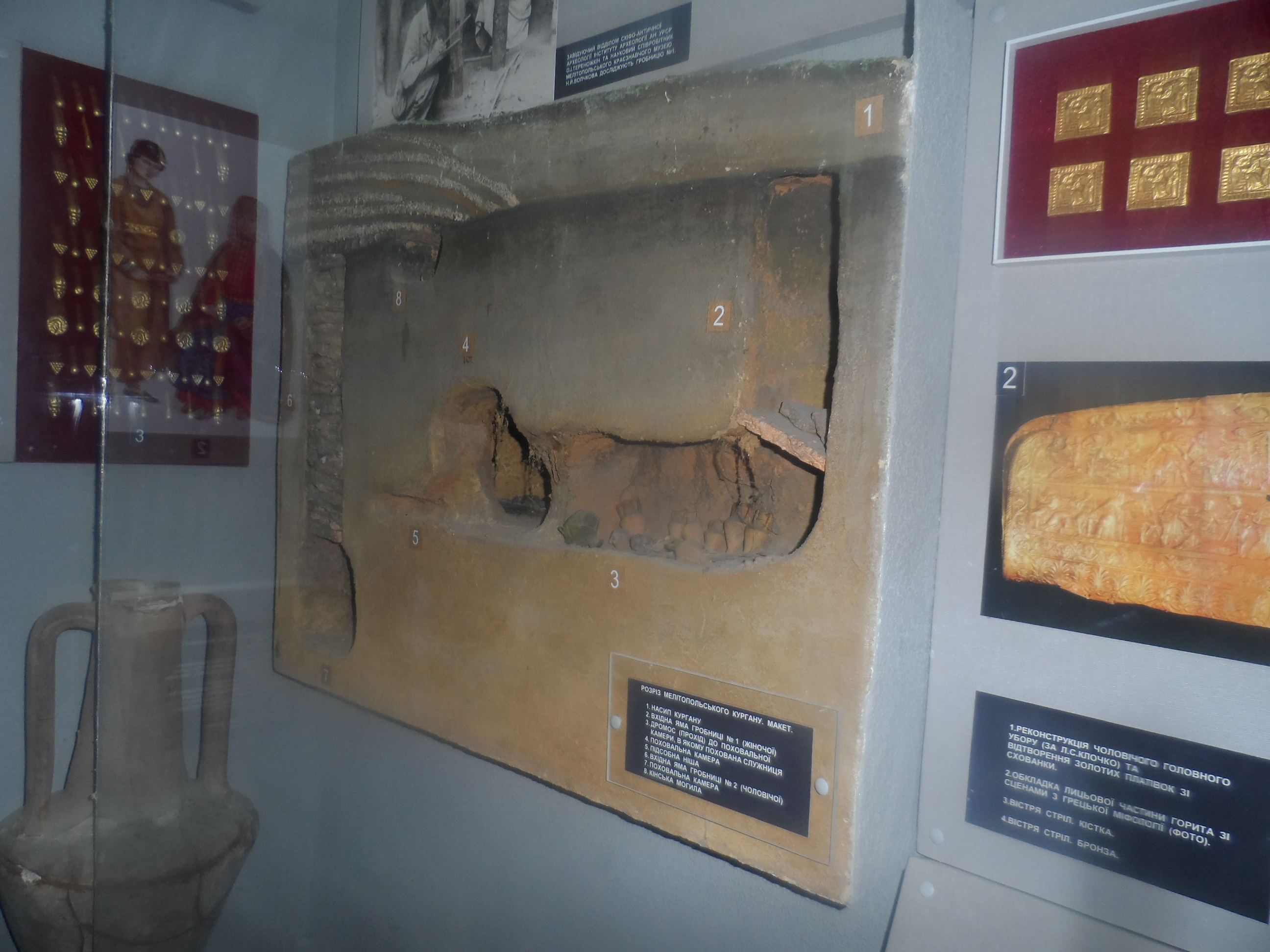

Мелітопольський курган — скіфський курган 4 ст. до н.е. в північно-західній частині міста Мелітополя Запорізької області.

## Місцезнаходження
Курган розташований в межах міста Мелітополя, на захід від залізничної станції, в районі, іменованому Юрівка, на подвір'ї будинків № 43 і 45 по вулиці Першотравневій (тепер — Скіфська вулиця). У географічному плані тут знаходиться вододіл між верхів'ями балок Кізіяр і Піщаної, що йдуть паралельно одна одній з півночі на південь, а перед впаданням в долину річки Молочної звертають на схід.
За розповідями місцевих жителів ще в 1930-ті на цьому місці знаходився курганний могильник, що нараховував не менше восьми великих насипів, знищених надалі забудовою Юрівки. На момент дослідження Тереножкіна, крім основного кургану збереглася лише одна насип висотою близько 1 метра.

## Історія дослідження
Курган досліджувався у 1954 році експедицією Інституту археології АНУ під керівництвом О. І. Тереножкіна. Окрім всього іншого, ці дослідження стали першими після великої перерви в офіційних розкопках курганів.
Навесні 1954 року, власник будинку № 45 по вулиці Першотравневій, копаючи, за його словами колодязь, зрив полу кургану до підошви. На глибині 0,7-0,8 метрів нижче рівня поверхні він несподівано потрапив в підземелля з куполоподібним склепінням, сильно завалене землею.
Не уявляючи обсягу майбутніх робіт співробітники Мелітопольського краєзнавчого музею вирішили дослідити підземелля, для чого розширили провал до 3,7 Х 2,75 метра. Наткнувшись на рясні золоті знахідки, директор музею звернувся в Академію наук УРСР.

## Опис кургану та знахідок
На початок розкопок від насипу зберігся тільки останець центральної частини розмірами 16 X 8 і висотою 3 метри, а також під приватними городами знаходилася північно-західна пола. Значна частина насипу була зірвана до рівня одного метра, а північна була знищена повністю. Східна і західна поли до цього моменту перебували під будинками.
Насип кургану до розкопок був висотою близько 6 метрів, він був складений з вальків, між якими перебувала морська трава-камка (три прошарки). У кургані знаходилися дві усипальні-катакомби. В одній з них, в якій знаходилося поховання знатної скіф'янки і рабині, збереглося близько 4000 золотих прикрас (налобний вінок, підвіски, сережки, кільця, намистинки, ґудзики) і залишки похоронної колісниці. Друга належала скіфові-воїну. У схованці усипальниці влаштованій в підлозі центральної гробниці знайдені горит із золотою обкладкою зі сценами з життя Ахілла, 50 золотих блях, бойовий пояс.
Поблизу другої катакомби було знайдено поховання пари коней.
В даний час колекція артефактів з Мелітопольського кургану зберігається в Скарбниці Національного музею історії України.